# Ioan Galea

Ioan Galea (n. 4 februarie 1956, Arad)
Studii: libere de pictura...

## Biografie și expoziții
Membru al UAP din Roamânia.
Profesor PhD, Universitatea „Aurel Vlaicu”, Arad.
Expoziții personale:
1977 – Casa Studenților, Oradea;
1981 – Muzeul Banatului, Timișoara;
1991 – Sala Clio, Muzeul de Artă, Arad;
1999 – Galeria Delta, Arad;
2002 – Muzeul Țării Crișurilor, Oradea; 2018 - Galeria Alfa, Arad;
Expoziții de grup:
1992 – Sala Clio, Muzeul de Artă, Arad;
1994 – Bekesczaba, Ungaria;
1995 – „Copacul III”, Galeria Delta, Arad;
1995 – Galeria ART, Timișoara;
1995 – Galeria Delta, Arad;
1997, 1999 – Salonul Național de Desen, Galeria Delta, Arad;
1997 – Kaposvat, Ungaria;
1997 – Muzeul Țării Crișurilor, Oradea;
1998 – Galeria AGORA, Reșita;
2004 – „Arta fără hotare”, Arad(Ro) – Oroshaza(H);
2005 – Bienala de ArtăContemporană, Galeria Delta, Arad; 2007 –  Bienala de Arta Contemporana, Galeria Delta, Arad; 2009 – Salonul de  Iarnă, Galeria Delta, Arad; 2009, 2011, 2013, 2015, 2017 - Bienala de Arta Contemporana ,,Meeting Point”, Galeria Delta, Arad;                                                        
Lucrari în colecții private: România, Polonia,
Italia, Austria, Germania, Franța, S.U.A., Serbia.
Bibliografie:
„Catalogu uniunii artistilor plastici din Arad”,
1995;
Horia Medeleanu, „Culoare si Forma”, ed.
Mirador, 1996;
„Enciclopedia artiștilor români
contemporani”, vol III, ed. ARC 2000, București.

## Lucrări și cronică
|  | […] Ioan Galea vine în spațiul creației originale din nativ, dintr-o constantă cultivare a sensibilității. A peregrinat la început sub vraja nocturnă, folosindu- se de armonizări austere, de-o severă asceză, cu predominanță de negru, culoare a cărei „prestanță, tainică și nobilă” – considera autorul – era capabilă să-i materializeze căutările, neliniștile. Un alt element esențial al configurării l-a constituit lumina, mereu discretă și învăluitoare, iscându-se din profunzimile materiei, care va deveni tot mai rarefiată, polifonică, valorificând cu rafinament pulverizările aerografului. Teama de banal îl face să evite convențiile stereotipe, dezvoltând imaginea în alerte si ciudate ipostaze prismatice, mizând pe impresia de ilimitat, de prelungire și contaminare cu atmosfera din jur. În timpul din urmă se constată o înseninare a gamelor, o potențare a prețiozității acordurilor, păstrate totuși întru-un context de irealitate feerică, amintind de misterul iluminărilor selenare, astrale. Așadar, un fior romantic întru-un timp plin de incertitudini, simptomatic fiind și ciclul Agorafob, unde bântuie un presentiment neliniștitor. | — 1999, Negoiță Lăptoiu |

|  | Vizibilul și invizibilul, amănuntul și sugestia, muchia precisă și pata de culoare îndrăzneață alcătuiesc, la Ioan Galea, particule de expresivitate încărcate de mister. Obiectele sunt și nu sunt ceea ce par. Fragmentele clar conturate, cvasi-fotografice, sunt prizonierele ramelor de tainice culori, ce diluează și conferă, în același timp, o forță de expresie ce vine dintr-un timp al visării și meditației. Elementul suprarealist adaugă imaginii dinamism și candoare, deformând particulele realității în conformitate cu impredictibilele unghiuri de lumină și întuneric generate de alchimia culorii. Insolitul, enigmaticul, umbra nedeslușită invită la construirea unor narațiunidinamice, care abia așteaptă să fie scrise/pictate. Creația lui Ioan Galea se naștedin supraimprimarea unor entități aparent ireconciliabile. Ea își asumăo teatralitate de dinainte de teatru, o coloristică primordială, fals-naivă și dezinvolt-sofisticată în același timp. Dinamice în statismul lor ostentativ, ele sunt compoziții febrile, inevitabile, opresive, pe buza unui vulcan camuflat, voalat și amenințător, pregătit să erupă. | — 2018, Mircea Mihăieș |